# Паланга (футбольний клуб)
ФК «Паланга» (лит. Futbolo klubas «Palanga») — колишній литовський футбольний клуб з однойменного міста, заснований у 2011 році. Виступає в А-лізі. Домашні матчі приймає на «Центральному стадіоні», потужністю 1 500 глядачів.
У 2018 році представлено нову емблему клубу із роком заснування «1957». 

## Сезони (2011—2019)
| Сезон | Рівень | Ліга               | Місце | Примітки |
| ----- | ------ | ------------------ | ----- | -------- |
| 2011  | 3.     | Друга ліга (Захід) | 1.    | [ 1 ]    |
| 2012  | 2.     | Перша ліга         | 8.    | [ 2 ]    |
| 2013  | 2.     | Перша ліга         | 12.   | [ 3 ]    |
| 2014  | 2.     | Перша ліга         | 12.   | [ 4 ]    |
| 2015  | 2.     | Перша ліга         | 5.    | [ 5 ]    |
| 2016  | 2.     | Перша ліга         | 2.    | [ 6 ]    |
| 2017  | 2.     | Перша ліга         | 1.    | [ 7 ]    |
| 2018  | 1.     | А-ліга             | 7.    | [ 8 ]    |
| 2019  | 1.     | А-ліга             | 7.    | [ 9 ]    |

## Досягнення
- Перша ліга чемпіонату Литви
  -  Чемпіон (1): 2017

## Відомі гравці
- Сергій Мошников (2019)